# Theodoriana carinatus
Theodoriana carinatus là một loài ruồi trong họ Asilidae. Theodoriana carinatus được Theodor miêu tả năm 1980.